# Musée de l'air et de l'espace de San Diego
 (janvier 2025).
Si vous disposez d'ouvrages ou d'articles de référence ou si vous connaissez des sites web de qualité traitant du thème abordé ici, merci de compléter l'article en donnant les références utiles à sa vérifiabilité et en les liant à la section « Notes et références ».
Le musée de l'air et de l'espace de San Diego (en anglais : San Diego Air & Space Museum, SDASM) est un musée consacrée à l'histoire de l'aviation et de l'exploration spatiale situé dans le parc Balboa, à San Diego, en Californie. Il fait partie des grands musées d'aviation des USA.
Le musée occupe l'ancien bâtiment Ford (en), qui figure sur le Registre national des lieux historiques.
Il présente des avions et objets spatiaux de toutes époques, depuis une maquette des frères Wright jusqu'aux drones des années 1990.
En dehors des nombreux avions fréquents dans  d'autres musées,  il possède en particulier :
- La maquette échelle 1 du Horten 229 réalisée par Northrop Grumman pour étudier la furtivité du concept d'aile volante.
- La capsule de commande d'Apollo 9.
- Une fusée d'assistance Walter RI-202B utilisée pour le décollage de l'Arado 234.
- De nombreuses vitrines explicatives, comme l'évolution des tenues des hôtesses de l'air de la TWA.

## Histoire
En 1978, un incendie criminel ravage 50% des avions exposés.

## Présentation

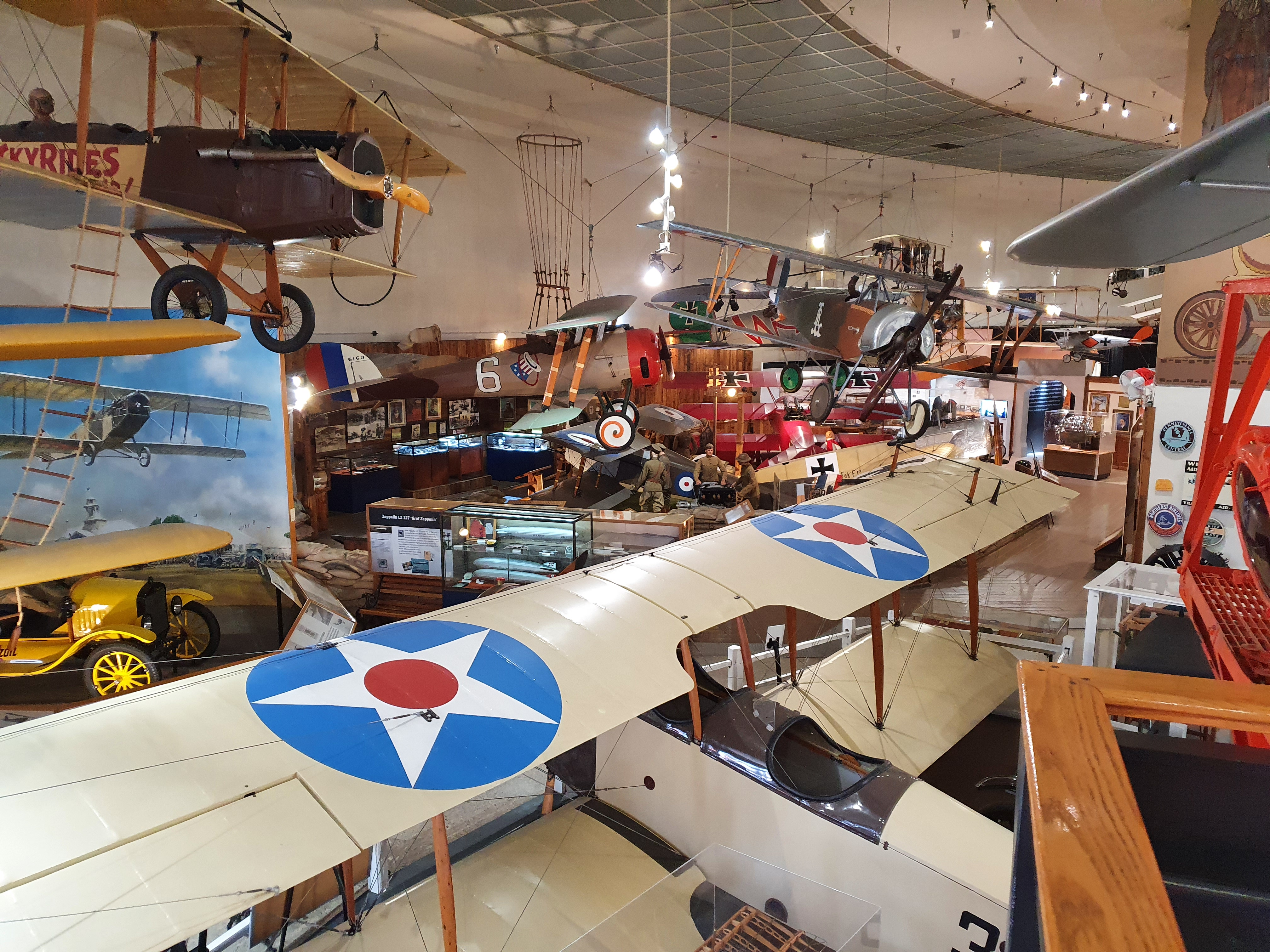
Air and Space Museum San Diego - Vue intérieure générale
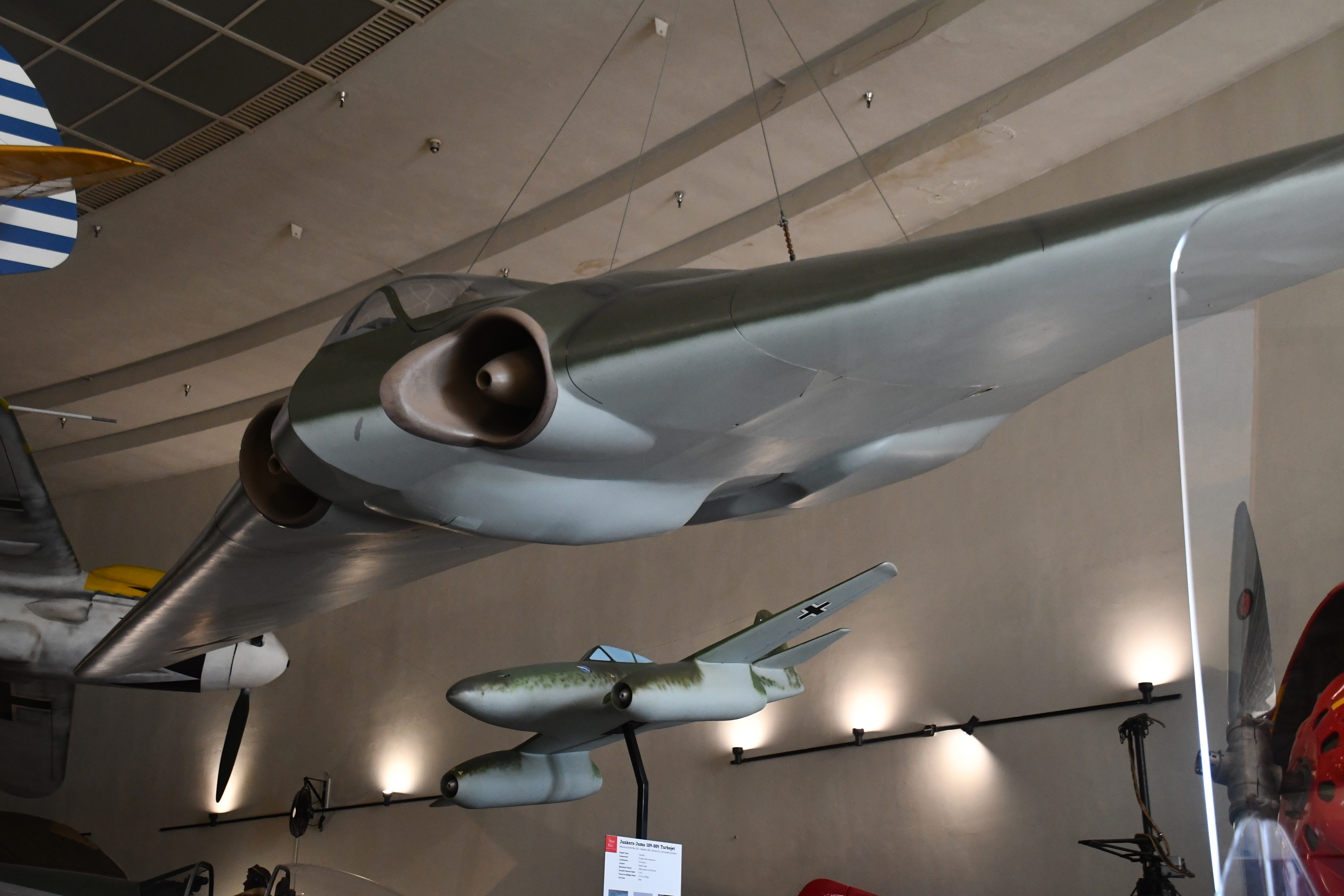
Horten Ho 229 Maquette américaine échelle 1 de test de furtivité